# 완주 송광사 오백나한전 목조석가여래삼존상 및 권속상 일괄
완주 송광사 오백나한전 목조석가여래삼존상 및 권속상 일괄(完州 松廣寺 五百羅漢殿 木造釋泇如來三尊像 및 眷屬像 一括)은 대한민국 전북특별자치도 완주군 송광사에 있는 조선시대의 불상이다. 1999년 4월 23일 전라북도의 유형문화재 제169호로 지정되었다.

## 개요
전라남도 완주군 소양면 송광사(松廣寺)의 나한전에 모셔진 불상으로, 삼존상 3구, 16나한상, 500나한상, 제석상 1구, 동자상 2구, 인왕상 2구, 사자상 2구 등 모두 526구이다.
본존불은 나무로 만든 연꽃무늬 대좌(臺座) 위에 놓여 있는데, 얼굴은 원만한 편이며 양쪽 귀는 짧게 표현되어 있다. 정제된 얼굴 표현에서는 근엄함과 자비로움이 느껴진다. 양 어깨를 감싸고 입은 옷에는 두꺼운 옷주름이 새겨져 있고, 왼쪽 어깨에서 내려진 옷주름은 왼쪽 팔에 걸쳐 무릎을 덮고 있다. 오른손은 무릎 위에 가볍게 얹어놓았고 왼손은 손끝이 땅을 향하고 있다.
이 석가여래좌상을 중심으로 좌우 협시보살, 나한상, 인왕상, 동자상 등이 배치되어 있다. 최근에 발견된 기록에 의해 조선 효종 7년(1656)에 만들어졌음을 알 수 있는데, 500나한상 중 일부는 후에 다시 석고로 틀을 만들어 새로 복원한 것이다. 본존불을 비롯하여 나한전 내의 불상들은 비교적 작품성이 뛰어난 귀중한 자료이다.

## 같이 보기
- 송광사

## 참고 자료
- 송광사오백나한전목조석가여래삼존상및권속상일괄 - 국가유산청 국가유산포털